# Robert Budzinski
Robert Budzinski (* 5. April 1874 in Klein Schläfken im Kreis Neidenburg; † 27. Februar 1955 in Marburg) war ein deutscher Maler, Graphiker und Autor.

## Leben
Robert Budzinski besuchte die Kunstakademien in Berlin und in Königsberg (Preußen) und bildete sich technisch sehr vielseitig. Budzinski schloss sich in seiner Berliner Zeit der Jugendbewegung des Wandervogels an. Bis zum Zweiten Weltkrieg lebte und arbeitete er als freischaffender Künstler mit seiner Familie in Königsberg. Als Maler schuf er sowohl Landschaftsbilder wie Porträts, als Grafiker kannte er sich eigentlich mit allen vorkommenden Techniken aus und so entstanden aus seiner Hand Lithographien, Holzschnitte, Radierungen (auch mit der Kaltnadel) und Holzschnitte. In der Zeit des Nationalsozialismus gab er unter Mitarbeit seines Freundes, des Zeichners Emil Stumpp, der bereits seit 1933 Berufsverbot hatte, die Zeitschrift Geister und Gespenster heraus, die mit Hilfe von Wachsmatrizen vervielfältigt wurde. Die beiden hatten bereits um 1925 gemeinsam Kunstmappen mit Zeichnungen von Ostpreußischen Burgen wie auch Ostpreußischen Typen erstellt. Sein Nachlass befindet sich im Museum für Kunst und Kulturgeschichte Marburg.
Bei den Wandervögeln lernte er Erika Stern (1886–1992) kennen, mit der er seit Anfang der 1920er Jahre immer wieder zusammenlebte. Nach der gemeinsamen Flucht aus Ostpreußen lebten sie bis zum Tod Budzinkis gemeinsam in Marburg. Erika Stern förderte seine Kunst, indem sie ihn mit Künstlern in Hessen bekannt machte. Sie selbst ist auf vielen seiner künstlerischen Werke abgebildet. Für seine Familie baute Robert Budzinski ein Haus in Warburg, Westfalen.

## Schriften (mit eigenen Illustrationen)
- Geister- und Gespensterbuch. Die gebräuchlichsten Geister und Gespenster nach der Natur dargestellt für Dichter, Maler und Brautleute. Matthes. Hartenstein und Leipzig 1919.
- Der Geisterkönig. Märchenspiel. (1919)
- Sonnentage. Matthes. Hartenstein und Leipzig 1919.
- Glockenblume – Ein Märchen. Matthes. Hartenstein und Leipzig 1919.
- Antlitz der Menschheit. Matthes. Hartenstein und Leipzig 1921
- Schatten. Holzwarth. Bad Rothenfelde 1922.
- Curi-Neru. Verlag Carl Reissner. Dresden 1927
- Der Mond fällt auf Westpreußen. Verlag Carl Reissner. Dresden 1928
- Entdeckung Ostpreußens. Verlag Carl Reissner. Dresden 1929
- Kehr' um. Der Bücherkreis. Berlin 1930.
- Ostpreußen ruft. Verlag Carl Reissner. Dresden 1936
- Konopka. Verlag Geister und Gespenster. Königsberg 1936
- Der Bär Teddy. Verlag Geister und Gespenster. Königsberg 1937
- Der Sieg des Lebens. (Auch ein Totentanz). Sechs Holzschnitte mit einer Einführung von Hanns Heeren. Otto Dikreiter, siebenter Druck für Hanns Heeren und seine Freunde. Hameln 1948

## Buchillustrationen
- Illustrationen für den Verlag Erich Matthes (Zweifäusterdruck)
  - Kurt Gerlach: Wallfahrt nach Raben. Geschichten. (1918)
  - Theodor Storm: Ein grünes Blatt. (1919)
  - Kurt Gerlach: Der Pumphut. Hütchengeschichten. (1918)
  - Theodor Storm: Heinzelmeier. Eine nachdenkliche Geschichte. (1919)
  - Theodor Storm: Der kleine Häwelmann. Ein Kindermärchen. Wenn die Äpfel reif sind. (1919)
  - Theodor Storm: Die Söhne des Senators. (1919)
  - Theodor Storm: Immensee. (1919)
  - Theodor Storm: Renate. (1920)
  - Theodor Storm: Der Schimmelreiter. (1919)
  - Theodor Storm: Pole Poppenspäler. (1920)
  - Theodor Storm: Ein Fest auf Haderslevhuus. (1920)
  - Theodor Storm: Zur Chronik von Grieshuus. (1920)
  - Theodor Storm: Aquis submersus. (1919)
  - Theodor Storm: Hans und Heinz Kirch. (1919)
  - Theodor Storm: Auf der Universität. (1919)
  - Robert Budzinski: Der Geisterkönig. Märchenspiel. (1919)
  - Theodor Storm: Draußen im Haidedorf. Illustrationen: Robert Budzinski (1919)
  - Robert Budzinski: Geister- und Gespensterbuch. Die gebräuchlichsten Geister und Gespenster nach der Natur dargestellt für Dichter, Maler und Brautleute. (1919)
  - Theodor Storm: Viola tricolor. (1919)
  - Theodor Storm: Ein Doppelgänger. (1919)
  - Robert Budzinski: Glockenblume. (1919)
  - Anton Dörfler: Einige Wunder und Feste aus der Schule zu Wunnentor. (1920)
  - Carl Bechler: Der vergessene Regenschirm. (1920)
  - Theodor Storm: Waldwinkel. (1920)
  - Robert Budzinski: Antlitz der Menschheit. (1921)
- sonstige Illustrationen
  - Hanns Müller. Tagebuchblätter eines Unvollendeten. Landfahrer. Berlin-Tempelhof 1924
  - Giordano-Bruno-Buch. Hrsg. von Richard Budzinski-Wecker. Uranus-Verlag Max Duphorn. Bad Oldesloe 1927
  - Ernst Wiechert. Heinrich von Plauen. Ein Roman aus der Vergangenheit des deutschen Ostens. Zwei Bände. Verlag Oswald Arnold. Berlin 1942
  - Frieda Borbstädt. Zwischen Memel und Danzig. Verlag E. Morgenroth Nachf.Pillkallen o. J.